# Колесница (карта Таро)

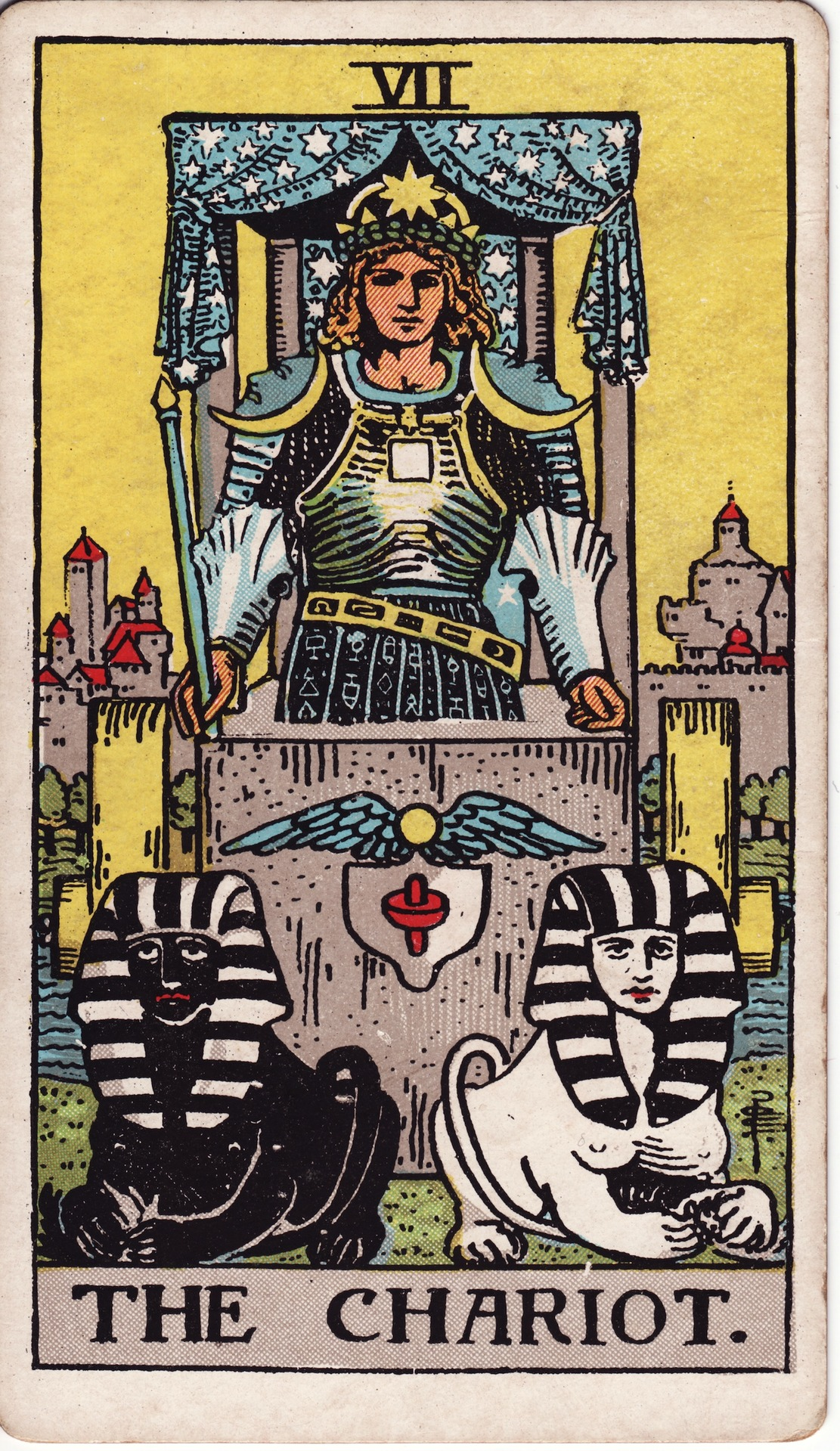
Таро Райдера — Уэйта

Колесница, карета — карта № 7 старших арканов колоды Таро.

## Сюжет карты
На карте изображена бига — колесница с двумя запряжёнными конями. В колеснице стоит наездник, держащий скипетр, на нём надета корона.
- Фламандское Таро Ванденборре (1780): Кони инверсного цвета. Колесница изображена анфас, такой же вид используется на поздних картах начиная с Таро Райдера-Уэйта.
- Таро Райдера-Уэйта: Дизайн карты европейский, однако вместо коней — древнеегипетские сфинксы, их цвет инверсный, и таких же инверсных цветов надетые на них древнеегипетские полосатые куфии; этим подчёркивается зеркальная противоположность правого и левого ездового животного. В отличие от более старых колод, на этой карте ездовые животные сидят. На наезднике надета диадема в виде жёлтой звезды, над ним тент в виде синего вечернего неба с белыми звёздами. Наездник держит в руке жезл и стоит в колеснице стройно, как за трибуной. На передке колесницы — эмблема в виде крылатого щита, с символом в виде вертикально стоящего стержня в горизонтальном круге вокруг него (символ весьма глубокий и может широко трактоваться). За колесницей — речка, за которой каменные башни европейского замка. Стиль карты не предвещает скорого движения, это ясно по лениво сидящим ездовым сфинксам и тенту из лёгкой ткани, который при езде был бы снесён ветром.

## Соответствия в классических колодах
| Колода                                                | № | Буква иврита | Символ (астрология, стихия) | Оригинальное название |
| ----------------------------------------------------- | - | ------------ | --------------------------- | --------------------- |
| Таро Папюса                                           | 7 | ז            | Близнецы                    |                       |
| Таро Райдера-Уэйта                                    |   |              |                             | The Chariot           |
| Таро Тота                                             | 7 |              |                             | The Chariot           |
| Египетское Таро                                       |   |              |                             |                       |
| Марсельское Таро, Фламандское Таро Ванденборре (1780) |   |              |                             | Le Chariot            |
| Таро Ломбардии (1810), Таро Карло Делло Рокка (1835)  |   |              |                             | Il Carro              |